# Horné Semerovce
Horné Semerovce (Hongaars: Felsőszemeréd) is een Slowaakse gemeente in de regio Nitra, en maakt deel uit van het district Levice.
Horné Semerovce telt 617 inwoners.